# Galileiske måner
 Der er for få eller ingen kildehenvisninger i denne artikel, hvilket er et problem. Du kan hjælpe ved at angive troværdige kilder til de påstande, som fremføres i artiklen.

De galileiske måner er fire af planeten Jupiters måner, nemlig Io, Europa, Ganymedes og Callisto. De blev alle opdaget af astronomen, fysikeren og filosoffen Galileo Galilei, da han i januar 1610 som en af de første brugte den dengang helt nye opfindelse kikkerten til astronomiske observationer. Io, Europa og Callisto blev opdaget den 7. januar, og mens han de efterfølgende nætter studerede de tre små "drabanter" til Jupiter, dukkede den fjerde, Ganymedes, op den 11. januar.

## Navngivning
Alle fire måner har navne efter Zeus' elskere i den græske mytologi; navne der blev foreslået af Simon Marius kort tid efter opdagelsen. Men Galilei nægtede at bruge Marius' navneforslag, og indførte i stedet et nummereringssystem med romertal: Den måne vi i dag kender som Io fik betegnelsen "Jupiter-I", Europa kom til at hedde "Jupiter-II", Ganymedes "Jupiter-III" og Callisto "Jupiter-IV". Først i midten af det 20. århundrede vandt navnene fra den græske mytologi udbredelse, men Galileis nummersystem bruges stadigvæk parallelt med navnene. Når man opdager en ny Jupitermåne, får den pr. automatik et nummer efter Galileis system, og numrene har det med at "hænge ved" månerne, også efter at den Internationale Astronomiske Union har vedtaget egentlige navne til dem.

## Kæmpemåner der ligner Jorden
De fire galileiske måner hører til nogle af de største i Solsystemet — rekorden indehaves af Ganymedes med en diameter på 5 262 kilometer — større end planeten Merkur. Under optimale observationsforhold er det endda muligt at se Callisto, den yderste af de fire måner, med det blotte øje, og der er teorier fremme om, at månerne måske har været kendt siden oldtiden.
Samtidig skiller de galileiske måner sig ud fra flertallet af Solsystemets måner ved at være kompakte legemer af jern og sten med stor massefylde. Med undtagelse af Io findes der masser af vand, om end det i vid udstrækning er i form af fast is. På Europa og Ganymedes, som begge bevæger sig rundt i det intense strålingsbælte omkring Jupiter der svarer til Jordens Van Allen-bælter, findes der en uhyre tynd atmosfære af rent ilt: Strålingen sønderdeler vandmolekyler fra månernes is-overflader, og brinten undslipper på grund af sin lave molekylevægt meget nemt månernes begrænsede tyngdekraft, mens ilten bliver tilbage.
Ganymedes har endda sin egen pladetektonik, der ligesom på Jorden forandrer terrænet på Jupitermånens overflade. Men mens kontinenterne og "pladerne" her på Jorden består af klipper der flyder på magma, består Ganymedes' plader af is, og dens "magma" er efter alt at dømme flydende vand.

## Fysiske data
Alle fire galileiske måner har bunden rotation på grund af den relativt korte afstand til Jupiter og dens tyngdekraft: De drejer én gang rundt om sig selv på præcis den tid det tager dem at fuldføre et kredsløb om Jupiter, dvs. de vender altid den samme side mod Jupiter.
Jupiter er temmelig "fladtrykt" på grund af dens hurtige rotation om sig selv, og den "udbulning" det giver den langs ækvator, udøver et træk i de nærmeste måner og søger at tvinge deres kredsløb ind i Jupiters ækvatorplan — som det ses af tabellen herunder, ligger alle fire galileiske måners baneplan indenfor en halv grad fra ækvatorplanet.
En anden interessant detaljer ved Io, Europa og Ganymedes, er den baneresonans der består mellem de tre måners omløbstid: På den tid Io fuldfører fire omløb, fuldfører Europa to omløb og Ganymedes ét. Dette forhold medvirker til de stærke tidevandskræfter der leverer energi til Ios vulkaner og får Europas overflade til at slå revner.
|                                    | Io Jupiter-I                                          | Europa Jupiter-II                                     | Ganymedes Jupiter-III                                 | Callisto Jupiter-IV                                   |
|                                    |                                                       |                                                       |                                                       |                                                       |
| Middelafstand til Jupiter:         | 421 700 km                                            | 671 034 km                                            | 1 070 412 km                                          | 1 882 709 km                                          |
| Siderisk omløbstid, = rotationstid | 1d 18t 27m 33,5s                                      | 3d 13t 13m 42,042s                                    | 7d 3t 42m 33,376s                                     | 16d 16t 32m 11,19s                                    |
| Baneexcentricitet:                 | 0,0041                                                | 0,0094                                                | 0,0011                                                | 0,0074                                                |
| Banehældning:                      | 2,21° i fh. t. ekliptika 0,05° i fh. t. Jupiters ækv. | 1,79° i fh. t. ekliptika 0,47° i fh. t. Jupiters ækv. | 2,21° i fh. t. ekliptika 0,20° i fh. t. Jupiters ækv. | 2,02° i fh. t. ekliptika 0,21° i fh. t. Jupiters ækv. |
| Diameter:                          | 3631 – 3660 km                                        | 3122 km                                               | 5262 km                                               | 4821 km                                               |
| Masse:                             | 8,9319·1022 kg                                        | 4,800·1022 kg                                         | 1,4819·1023 kg                                        | 1,0759·1023 kg                                        |
| Massefylde:                        | 3528 kg/m³                                            | 3014 kg/m³                                            | 1942 kg/m³                                            | 1834 kg/m³                                            |
| Tyngdeacceleration ved ækvator:    | 1,79 m/s²                                             | 1,31 m/s²                                             | 1,43 m/s²                                             | 1,24 m/s²                                             |
| Albedo:                            | 63 %                                                  | 67 %                                                  | 43 %                                                  | 17 %                                                  |